# Jack Nicholson
John Joseph Nicholson (New Jersey, 22. travnja 1937.), poznatiji kao Jack Nicholson, je bivši američki filmski glumac, redatelj, scenarist i producent.
Nicholson je 12 puta bio nominiran za Oscara i osvojio triput (dva puta za najboljeg glumca i jednom za  sporednog). Izjednačen je s  Walterom Brennanom po broju glumačkih pobjeda kod glumaca (tri), te je ukupno drugi iza Katharine Hepburn (četiri). On je i jedan od dva glumca koji je bio nominiran za Oscara (za glavnu ili sporednu ulogu) u svakom desetljeću od šezdesetih; drugi je Michael Caine. 
Osvojio je sedam  Zlatnih globusa te 2001. primio Počasnu nagradu Kennedy centra. 1994. je postao najmlađi glumac kojem je Američki filmski institut dodijelio nagradu za životno djelo. Najpoznatiji je po ulogama u filmovima Kineska četvrt, Let iznad kukavičjeg gnijezda, Isijavanje Stanleyja Kubricka, Bolje ne može,  Batman Tima Burtona i Pokojni Martina Scorsesea. 

## Životopis

### Rani život
Nicholson je rođen 22. travnja 1937. u mjestašcu Neptune u  New Jerseyju. Njegova majka, June Frances Nicholson, bila je plesačica u lokalnom kazalištu koja je čvrsto vjerovala da će pod umjetničkim imenom June Nilson postići značajnu karijeru. No, planovi su se poremetili kad je ostala trudna i zbog toga se 16. listopada 1936. udala za kolegu s posla, Donalda Fucilla. Međutim, njihov brak je ubrzo poništen jer je Donald Fucillo već bio oženjen. Premda je on priznao dijete i obvezao se da će o njemu voditi brigu, umiješala se Ethel Nicholson, baka s majčine strane, zahtijevajući da se ona nastavi brinuti o unuku. Tako će se, obrazložila je, njezina kći moći posvetiti karijeri od koje su svi mnogo očekivali. John Joseph Nicholson, djed slavnoga glumca, potomak  nizozemskih doseljenika, radio je u robnoj kući, a doma je uglavnom dolazio pijan. Roditelji tek rođenog dječaka složili su se s Ethel Nicholson, pa je Jack dobio prezime svoje majke i nastavio s njom živjeti u kući djeda i bake. Kako se u tom okruženju nikada više nije spominjalo ime Donalda Fucilla, Jack Nicholson je odrastao u uvjerenju kako su mu djed i baka roditelji, a majka - sestra.
Da paradoks bude veći, tek je novinar tjednika Time, koji je 1974. pisao veliki članak o tada mladom glumcu u usponu, otkrio da mu je žena za koju je vjerovao da mu je sestra - zapravo majka. Kako su baka i majka umrle mnogo prije toga (1963. i 1970.), više nitko nije mogao svjedočiti o tome, a Nicholson nije želio razgovarati s novinarom.
Kako je postajao slavniji, tako je pitanje o njegovom ocu pobuđivalo sve više zanimanja. U raznim nagađanjima najdalje je otišao Patrick McGilligan, koji je 1995. objavio knjigu "Jack's Life" ("Jackov život"). On je postavio tezu da je otac slavnog glumca mogao biti i Eddie King, ravnatelj kazališta u kojem je radila Nicholsonova majka. Donald Fucillo odmah je energično otklonio takvu mogućnost te priznao kako je brakom s June, doduše, počinio bigamiju, ali da očinstvo nikada nije nijekao. Iako je u vrijeme izlaska knjige postojala mogućnost da se očinstvo s velikom sigurnošću utvrdi DNK analizom, i time izbjegnu sva daljnja nagađanja, Nicholson je to kategorično odbio. "Otac je osoba koja ti pomaže dok odrastaš, a ne netko tko ima iste spirale u genskom kodu", objasnio je.

### Rana glumačka karijera
Kad je Nicholson došao u Hollywood, radio je razne poslove za legende animacije Hannu i Barberu. Vidjevši njegov umjetnički talent, ponudili su mu posao animatora. No, on je odbio želeći postati glumac.
Karijeru je počeo kao glumac, scenarist i producent, radeći za i s Rogerom Cormanom, među ostalima. Filmski debi je ostvario u filmu The Cry Baby Killer (1958.), gdje je glumio maloljetnog delikventa koji se uspaniči nakon što je ubio dvojicu tinejdžera. Ostali filmovi iz tog razdoblja su Mala trgovina užasa (1960.), u kojem je imao malu ulogu mazohističkog zubarskog pacijenta, te The Raven (1963.) i Užas (1963.), u kojem je nastupio sa svojom tadašnjom suprugom Sandrom Knight.
Kako se u šezdesetima još teško dolazilo do uloga, Nicholson je sve više pisao. Rezultati su bili Thunder Island (1963.), Flight to Fury (1964.), Ride in the Whirlwind (1965.) i film o Monkeesima, Head. Ovi filmovi nisu postigli značajniji uspjeh, ali mladi Nicholson je konačno mogao raditi nešto korisnije.

### Put do slave
Kako mu glumačka karijera nije krenula s mjesta, Nicholson se činio rezigniranim karijerom iza kamere kao scenarist/redatelj. Okus uspjeha je prvi put osjetio s filmom iz 1967. The Trip, s Peterom Fondom i  Dennisom Hopperom. No, nakon što se otvorila mogućnost za manju ulogu u filmu Goli u sedlu, on ju je iskoristio i lansirao karijeru. Nicholson je glumio odvjetnika pijanca Georgea Hansona, a za izvedbu je nominiran za Oscara. Uloga Hansona pokazala se kao prekretnica za Nicholsona - uloga je zapravo bila napisana za glumca Ripa Torna, koji je bio dobar prijatelj sa scenaristom Terryjem Southernom, ali se Torn povukao s projekta nakon svađe s redateljem Dennisom Hopperom.
Sljedeće godine je nominiran za Oscar za najboljeg glavnog glumca za ulogu u filmu Pet lakih komada. Iste godine je nastupio u ekranizaciji On a Clear Day You Can See Forever.
1973. je nastupio u filmu Hala Ashbyja Posljednji zadatak, za koji je osvojio nagradu za najboljeg glumca na Filmskom festivalu u Cannesu. Slijedio je klasični noir triler Romana Polanskog Kineska četvrt (1974.) Nastupio je i u mjuziklu grupe The Who Tommy, te u Zanimanje: reporter Michelangela Antonionija.

### Američka ikona
Nicholson je osvojio svoj prvi Oscar za najboljeg glavnog glumca portretom Randlea P. McMurphyja u ekranizaciji romana Kena Kesseyja Let iznad kukavičjeg gnijezda, redatelja Miloša Formana iz 1975. Nicholsonu je ponuđena uloga Michaela Corleonea u Kumu, ali ju je odbio.
Nakon toga je slijedilo nekoliko čudnih odluka. Prihvatio je manju ulogu u  Posljednjem tajkunu, s  Robertom De Nirom. Zatim i manje simpatičnu ulogu u vesternu Arthura Penna Missouri Breaks, samo kako bi radio s  Marlonom Brandom. Po tome je uslijedio njegov redateljski rad na vesternu Goin' South. Njegov redateljski debi bio je film iz 1971., nazvan Drive, He Said.
Iako nije privukao pozornost Akademije u adaptaciji Isijavanja  Stanleyja Kubricka (1980.), to ostaje jedna od njegovih značajnijih uloga. Njegov sljedeći Oscar, za najboljeg sporednog glumca, došao je za ulogu umirovljenog astronauta Garretta Breedlovea u  Vremenu nježnosti (1983.) redatelja  Jamesa L. Brooksa. Nicholson je u osamdesetima nastavio produktivnu karijeru filmovima kao što su Poštar uvijek zvoni dvaput (1981.), Crveni (1981.), Čast Prizzijevih (1985.), Vještice iz Eastwicka (1987.) i Ironweed (1987.). Još je tri puta nominiran za Oscara (Crveni, Čast Prizzijevih i Ironweed).
Odbio je ulogu Johna Booka u filmu  Svjedok. Batman iz 1989., u kojem je Nicholson glumio Jokera, postigao je veliki komercijalni uspjeh, a postotak od ukupne zarade donio je Nicholsonu oko 60 milijuna dolara. Trebao je reprizirati ulogu u petom nastavku iz franšize o Batmanu 1999., ali je studio Warner Bros. otkazao projekt.
Za ulogu usijanog pukovnika Nathana R. Jessepa u Malo dobrih ljudi (1992.), filmu o ubojstvu među američkim marincima, opet je nominiran za Oscara. Film je postao najpoznatiji zbog njegove rečenice "You can't handle the truth!" ("Ti ne možeš podnijeti istinu!") koja je postala predmet imitiranja i dio popularne kulture.
No, nisu sve Nicholsonove izvedbe bile dobro ocijenjene. Nominiran je za nagrade Razzie za najgoreg glumca u filmovima Nevolje s muškarcima i Hoffa (1992.). Međutim, uloga u Hoffi mu je donijela i nominaciju za Zlatni globus.
Sljedeći Oscar za najboljeg glavnog glumca je došao za ulogu Melvina Udalla, neurotičnog pisca s opsesivno-kompulzivnim poremećajem, u romantičnoj komediji Bolje ne može (1997.), ponovno s redateljem Jamesom L. Brooksom.

### Zadnje godine
U Gospodinu Schmidtu je utjelovio umirovljenog činovnika iz Omahe, Nebraska, koji preispituje vlastiti život i smrt svoje supruge ubrzo nakon toga. Njegova tiha, zatomljena izvedba bila je u suprotnosti s mnogim njegovim prijašnjim ulogama, a donijela mu je nominaciju za Oscara. U komediji Bijes pod kontrolom je glumio terapeuta koji mora pomoći pacifistu Adamu Sandleru. 2003. je nastupio u Ljubav nema pravila, kao vremešni zavodnik koji se zaljubljuje u majku (Diane Keaton) svoje mlade djevojke.
Krajem 2006. se vratio na "mračnu stranu" s ulogom Franka Costella, sadističkog bostonskog šefa irske mafije koji nadgleda Matta Damona i Leonarda DiCapria u Pokojnima Martina Scorsesea, remakeu Paklenih poslova Andrewa Laua.
U studenom 2006., Nicholson je započeo snimanje svojeg novog filma, Imaš petlju?  Roba Reinera, ulogu za koju je morao obrijati glavu. U filmu se pojavljuje i Morgan Freeman, a dvojica glume muškarce koji boluju od neizlječive bolesti i pokušavaju ostvariti svoje životne ciljeve. Dok je istraživao za ulogu, Nicholson je posjetio bolnicu u Los Angelesu kako bi vidio kako se bolesnici oboljeli od raka nose sa svojom bolešću.

### Privatni život
Nicholson je u privatnom životu poznat kao čovjek koji se "ne zna skrasiti". Ima petero djece s četiri različite žene; ženio se jednom. 17. lipnja 1962. se oženio sa Sandrom Knight. Par je dobio jednu kćer, Jennifer Nicholson (rođenu 1963.), a razveo se 8. kolovoza 1968. Njegova druga kćer, Honey Hollman (rođena 1981.), je iz veze s danskim modelom Winnie Hollman. Ima jednog sina, Caleba Goddarda (rođenog 1970.), iz veze s glumicom Susan Anspach. Iz veze s Rebeccom Broussard ima dvoje djece, Lorraine Nicholson (rođena 1990.) i Raymonda Nicholsona (rođenog 1992.).
Bio je u vezi s brojnim glumicama i manekenkama, uključujući Michelle Phillips, Bebe Buell i Laru Flynn Boyle. Nicholsonova najduža veza je ona od 17 godina s glumicom  Anjelicom Huston, od 1973. do 1989., kćerkom filmskog redatelja Johna Hustona. No, veza je završila kad su novine objavile kako je Rebecca Broussard zatrudnila s njim.
Dobar je prijatelj s redateljem Romanom Polanskim, kojeg je podupirao kroz mnoge osobne krize uključujući smrt njegove žene, Sharon Tate, od ruke obitelji Manson. Podupirao je Polanskog i nakon osude za silovanje maloljetnice, zločina koji se dogodio na Nicholsonovu imanju na Mullholand Driveu.
Nicholson je dugo živio u susjedstvu s Marlonom Brandom na Beverly Hillsu. U blizini je živio i Warren Beatty, pa je cesta zaradila nadimak "Bad Boy Drive". Nakon Brandove smrti 2004., Nicholson je kupio susjedov bungalov za točno 5 milijuna dolara kako bi ga srušio. Izjavio je kako je to učinio iz poštovanja prema Brandovoj ostavštini, jer bi bilo preskupo renovirati "napuštenu" građevinu koju je zahvatila plijesan.

## Filmografija
| Godina | Film                               | Uloga                               | Bilješke |
| ------ | ---------------------------------- | ----------------------------------- | --- |
| 1958.  | The Cry Baby Killer                | Jimmy Wallace                       | |
| 1960.  | Too Soon to Love                   | Buddy                               | |
| 1960.  | Divlja vožnja                      | Johnny Varron                       | |
| 1960.  | Mala trgovina užasa                | Wilbur Force                        | |
| 1960.  | Studs Lonigan                      | Weary Reilly                        | |
| 1962.  | The Broken Land                    | Will Brocious                       | |
| 1963.  | Užas                               |                                     | nepotpisan - redatelj |
| 1963.  | The Raven                          | Rexford Bedlo                       | |
| 1964.  | Flight to Fury                     | Jay Wickham                         | |
| 1964.  | Ensign Pulver                      | Dolan                               | |
| 1964.  | Back Door to Hell                  | Burnett                             | |
| 1965.  | Ride in the Whirlwind              | Wes                                 | |
| 1966.  | Pucanje                            | Billy Spear                         | |
| 1967.  | Masakr na Valentinovo              | Gino, Ubojica                       | nepotpisan |
| 1967.  | Hells Angels on Wheels             | Pjesnik                             | |
| 1968.  | Psych-Out                          | Stoney                              | |
| 1969.  | Goli u sedlu                       | George Hanson                       | Nominiran - Oscar za najboljeg sporednog glumca Nominiran - BAFTA za najboljeg sporednog glumca Nominiran - Zlatni globus za najboljeg sporednog glumca |
| 1970.  | On a Clear Day You Can See Forever | Tad Pringle                         | |
| 1970.  | The Rebel Rousers                  | Bunny                               | |
| 1970.  | Pet lakih komada                   | Robert Eroica Dupea                 | Nominiran - Oscar za najboljeg glavnog glumca Nominiran - Zlatni globus za najboljeg glumca u drami                                                     |
| 1971.  | Carnal Knowledge                   | Jonathan Fuerst                     | Nominiran - Zlatni globus za najboljeg glumca u drami                                                                                                   |
| 1971.  | Sigurno mjesto                     | Mitch                               | |
| 1971.  | Drive, He Said                     |                                     | Redatelj |
| 1972.  | The King of Marvin Gardens         | David Staebler                      | |
| 1973.  | Posljednji zadatak                 | Billy "Bad Ass" Buddusky            | BAFTA za najboljeg glumca Nominiran - Oscar za najboljeg glavnog glumca Nominiran - Zlatni globus za najboljeg glumca u drami                           |
| 1974.  | Kineska četvrt                     | J.J. 'Jake' Gittes                  | BAFTA za najboljeg glumca Zlatni globus za najboljeg glumca u drami Nominiran - Oscar za najboljeg glavnog glumca                                       |
| 1975.  | The Fortune                        | Oscar Sullivan ili Oscar Dix        | |
| 1975.  | Let iznad kukavičjeg gnijezda      | Randle Patrick McMurphy             | Oscar za najboljeg glavnog glumca BAFTA za najboljeg glumca Zlatni globus za najboljeg glumca u drami                                                   |
| 1975.  | Zanimanje: reporter                | David Locke                         | |
| 1975.  | Tommy                              | The Specialist                      | |
| 1976.  | Missouri Breaks                    | Tom Logan                           | |
| 1976.  | Posljednji tajkun                  | Brimmer                             | |
| 1978.  | Goin' South                        | Henry Lloyd Moon                    | Redatelj |
| 1980.  | Isijavanje                         | Jack Torrance                       | |
| 1981.  | Poštar uvijek zvoni dvaput         | Frank Chambers                      | |
| 1981.  | Ragtime                            | Gusar na plaži                      | nepotpisan |
| 1981.  | Crveni                             | Eugene O'Neill                      | BAFTA za najboljeg sporednog glumca Nominiran - Oscar za najboljeg sporednog glumca Nominiran - Zlatni globus za najboljeg sporednog glumca             |
| 1982.  | Granica                            | Charlie Smith                       | |
| 1983.  | Vrijeme nježnosti                  | Garrett Breedlove                   | Oscar za najboljeg sporednog glumca Zlatni globus za najboljeg sporednog glumca                                                                         |
| 1985.  | Čast Prizzijevih                   | Charley Partanna                    | Nominiran - Oscar za najboljeg glavnog glumca Zlatni globus za najboljeg glumca – komedija ili mjuzikl                                                  |
| 1986.  | Mučnina                            | Mark Forman                         | |
| 1987.  | Vještice iz Eastwicka              | Daryl Van Horne                     | |
| 1987.  | TV Dnevnik                         | Bill Rorich                         | |
| 1987.  | Ironweed                           | Francis Phelan                      | Nominiran - Oscar za najboljeg glavnog glumca Nominiran - Zlatni globus za najboljeg glumca u drami                                                     |
| 1989.  | Batman                             | Jack Napier/Joker                   | Nominiran - BAFTA za najboljeg sporednog glumca Nominiran - Zlatni globus za najboljeg glumca – komedija ili mjuzikl                                    |
| 1990.  | Dva Jakea                          | J.J. 'Jake' Gittes                  | Redatelj |
| 1992.  | Nevolje s muškarcima               | Eugene Earl Axline, ili Harry Bliss | |
| 1992.  | Malo dobrih ljudi                  | Pukovnik Nathan R. Jessep           | Nominiran - Oscar za najboljeg sporednog glumca Nominiran - Zlatni globus za najboljeg sporednog glumca                                                 |
| 1992.  | Hoffa                              | James R. 'Jimmy' Hoffa              | Nominiran - Zlatni globus za najboljeg glumca u drami                                                                                                   |
| 1994.  | Vuk                                | Will Randall                        | |
| 1995.  | Čuvar prijelaza                    | Freddy Gale                         | |
| 1996.  | Krv i vino                         | Alex Gates                          | |
| 1996.  | Večernja zvijezda                  | Garrett Breedlove                   | |
| 1996.  | Mars napada!                       | Predsjednik James Dale / Art Land   | |
| 1997.  | Bolje ne može                      | Melvin Udall                        | Oscar za najboljeg glavnog glumca Zlatni globus za najboljeg glumca – komedija ili mjuzikl                                                              |
| 1999.  |                                    |                                     | Zlatni globus - Nagrada Cecil B. DeMille |
| 2001.  | Zakletva                           | Jerry Black                         | |
| 2002.  | Gospodin Schmidt                   | Warren R. Schmidt                   | Nominiran - Oscar za najboljeg glavnog glumca Nominiran - BAFTA za najboljeg glumca Zlatni globus za najboljeg glumca – komedija ili mjuzikl            |
| 2003.  | Bijes pod kontrolom                | Dr. Buddy Rydell                    | |
| 2003.  | Ljubav nema pravila                | Harry Sanborn                       | Nominiran - Zlatni globus za najboljeg glumca – komedija ili mjuzikl                                                                                    |
| 2006.  | Pokojni                            | Francis 'Frank' Costello            | Nominiran - BAFTA za najboljeg sporednog glumca Nominiran - Zlatni globus za najboljeg sporednog glumca                                                 |
| 2007.  | Imaš petlju?                       | Edward Cole                         | |

## Nagrade i nominacije

### Oscari
- Nominiran: Najbolji sporedni glumac, Goli u sedlu (1969.)
- Nominiran: Najbolji glumac, Pet lakih komada (1970.)
- Nominiran: Najbolji glumac, Posljednji zadatak (1973.)
- Nominiran: Najbolji glumac, Kineska četvrt (1974.)
- Osvojio: Najbolji glumac, Let iznad kukavičjeg gnijezda (1975.)
- Nominiran: Najbolji sporedni glumac, Crveni (1981.)
- Osvojio: Najbolji sporedni glumac, Vrijeme nježnosti (1983.)
- Nominiran: Najbolji glumac, Čast Prizzijevih (1985.)
- Nominiran: Najbolji glumac, Ironweed (1987.)
- Nominiran: Najbolji sporedni glumac, Malo dobrih ljudi (1992.)
- Osvojio: Najbolji glumac, Bolje ne može (1997.)
- Nominiran: Najbolji glumac, Gospodin Schmidt (2002.)

### BAFTA nagrade
- Nominiran: Najbolji sporedni glumac, Goli u sedlu (1970.)
- Osvojio: Najbolji glumac, Posljednji zadatak (1975.)
- Osvojio: Najbolji glumac, Kineska četvrt (1975.)
- Osvojio: Najbolji glumac, Let iznad kukavičjeg gnijezda (1977.)
- Osvojio: Najbolji sporedni glumac, Crveni (1983.)
- Nominiran: Najbolji sporedni glumac, Batman (1990.)
- Nominiran: Najbolji glumac, Gospodin Schmidt (2003.)
- Nominiran: Najbolji sporedni glumac, Pokojni (2007.)

### Zlatni globusi
- Nominiran: Najbolji sporedni glumac, Goli u sedlu (1969.)
- Nominiran: Najbolji glumac u drami, Pet lakih komada (1970.)
- Nominiran: Najbolji glumac u drami, Carnal Knowledge (1971.)
- Nominiran: Najbolji glumac u drami, Posljednji zadatak (1973.)
- Osvojio: Najbolji glumac u drami, Kineska četvrt (1974.)
- Osvojio: Najbolji glumac u drami, Let iznad kukavičjeg gnijezda (1975.)
- Nominiran: Najbolji sporedni glumac, Crveni (1981.)
- Osvojio: Najbolji sporedni glumac, Vrijeme nježnosti (1983.)
- Osvojio: Najbolji glumac u komediji ili mjuziklu, Čast Prizzijevih (1985.)
- Nominiran: Najbolji glumac u drami, Ironweed (1987.)
- Nominiran: Najbolji glumac u komediji ili mjuziklu,  Batman (1989.)
- Nominiran: Najbolji sporedni glumac, Malo dobrih ljudi (1992.)
- Nominiran: Najbolji glumac u drami, Hoffa (1992.)
- Osvojio: Najbolji glumac u komediji ili mjuziklu, Bolje ne može (1997.)
- Osvojio: Nagrada Cecil B. DeMille (1999.)
- Osvojio: Najbolji glumac u drami, Gospodin Schmidt (2002.)
- Nominiran: Najbolji glumac u komediji ili mjuziklu, Ljubav nema pravila (2003.)
- Nominiran: Najbolji sporedni glumac, Pokojni (2006.)

## Vanjske poveznice
- Jack Nicholson u internetskoj bazi filmova IMDb-u (engl.)